# كيني كريسويل
كيني كريسويل (بالإنجليزية: Kenny Cresswell)‏ (4 يونيو 1958 في نيوزيلندا - ) هو لاعب كرة قدم نيوزلندي في مركز الوسط، شارك في كأس العالم 1982. وشارك مع منتخب نيوزيلندا لكرة القدم. أما مع النوادي، فقد لعب مع Nelson United AFC ‏ وجيسبورن سيتي ‏.

## وصلات خارجية
- كيني كريسويل على موقع الاتحاد الدولي (مؤرشف)  (الإنجليزية)
- كيني كريسويل على موقع قاعدة بيانات كرة القدم.إي يو (الإنجليزية)
- كيني كريسويل على موقع ناشيونال فوتبول تيمز (الإنجليزية)
- كيني كريسويل على موقع عالم كرة القدم.نت (الإنجليزية)